# アグロスティクティス
アグロスティクティス（学名：Agrostichthys parkeri）は、アカマンボウ目リュウグウノツカイ科に属する魚類の一種。Agrostichthys 属は単型。
今までに確認された標本は7体だけであり、無傷であるものはない。主に南極海で発見されている。この種は最大3mまで成長すると考えられている。体は細長くリボン状で、眼は大きく、口は伸び、背鰭の条は非常に長い。標本の少なさから、分布と形態しか分かっていない。

## 学名
種小名は同科魚類であるリュウグウノツカイの研究を行ったニュージーランドのオタゴ大学の生物学者であるThomas Jeffery Parker(1850-1897)に由来する。

## 形態
強く側扁したリボン状の細長い体で、尾部は先細りである。体に鱗は無く、多数の突起が縦列する。頭部は細く小型で、体と太さは変わらない。口は上顎が突出し、管状になっている。眼は大きく円形で、虹彩は黒く、瞳孔は透明である。背鰭は眼の後方から始まり、前方にある三角形の部分と、400本以上の短い条から成る尾部まで続く部分に分かれる。背鰭前部にある最大7本の独立した棘条のうち1本が、非常に長い。8-11軟条から成る胸鰭は小さく、鰓のすぐ後方にある。臀鰭は存在しない。尾鰭は2本の条から成るが、多くの標本では失われている。鰓耙は6-9本で、椎骨は175-180本である。椎骨は体の後方につれて小さくなる。体色は明るい青みがかった銀色で、背中と腹には暗い帯がある。頭部は薄く赤みを帯びる。ニュージーランドのネーピアから得られた標本より、卵は淡い琥珀色で、直径4mmであると分かった。

## 分布・生態
大西洋南東部、ニュージーランド、タスマニア島北部沖から発見されている。ニュージーランド近海のトロール漁で、水深12-108mから漁獲されたが、水深500-1500mの深海からも記録されている。アルゼンチンのチュブ州の海岸でも漂着個体が発見された。すべての標本は単独で発見された。